# Paul K. Benedict
Paul King Benedict (en chino: 白保罗, romanizado: Bái Bǎoluó; 5 de julio de 1912 - 21 de julio de 1997) fue un antropólogo estadounidense, profesional de la salud mental y lingüista especializado en lenguas de Asia Oriental y Sudeste Asiático. Es conocido por su propuesta de 1942 de la familia lingüística austro-tai y también por su reconstrucción del proto-sino-tibetano y del proto-tibeto-birmano. También ejerció como psiquiatra en el área de Nueva York durante 20 años y fue pionero en el campo de la etnopsiquiatría.

## Vida y carrera
Benedict nació en Poughkeepsie (Nueva York) y se graduó en la Escuela Secundaria Poughkeepsie en 1930. Asistió a la Universidad de Cornell antes de transferirse a la Universidad de Nuevo México, donde obtuvo una licenciatura en artes en 1934. Posteriormente estudió en la Universidad de Harvard, obteniendo una maestría en 1935 y un doctorado en antropología en 1941. Durante sus estudios, viajó a Asia y estudió en la Universidad de California durante dos años.
Después de obtener su título de médico en el Colegio Médico de Nueva York, se desempeñó como Psiquiatra Jefe y Director del Centro de Diagnóstico en el Departamento de Correcciones del Estado de Nueva York. Más tarde, Benedict publicó trabajos sobre salud mental en otras culturas antes de volcar su atención en los estudios lingüísticos.
El trabajo de Benedict sobre la reconstrucción del proto-sino-tibetano fue publicado en la monografía de 1972 Sino-Tibetan: A Conspectus. Su trabajo sentó las bases para el trabajo de James Matisoff en el Sino-Tibetan Etymological Dictionary and Thesaurus, incluyendo las reconstrucciones del proto-tibeto-birmano de Matisoff.
Benedict falleció en un accidente de tráfico en Ormond Beach (Florida).

## Resumen de publicaciones importantes
- Benedict, Paul K. (1942). "Thai, Kadai, and Indonesian: A new alignment in South-Eastern Asia" American Anthropologist 44.576-601.
- Benedict, Paul K. (1972). Sino-Tibetan: A Conspectus. Cambridge: Cambridge University Press.
- Benedict, Paul K. (1975). Austro-Thai language and culture, with a glossary of roots. New Haven: HRAF Press. ISBN 0-87536-323-7.
- Benedict, Paul K. (1990). Japanese/Austro-Tai. Ann Arbor: Karoma. ISBN 0-89720-078-0.
- Benedict, Paul K. “Remarks on A Comparative Vocabulary of Five Sino-Tibetan Languages, by Ilia Peiros and Sergei A. Starostin.” Mother Tongue 4:151-2.
- Benedict, Paul K., Graham Thurgood, and James A. Matisoff, and David Bradley (eds.). 1985. Linguistics of the Sino-Tibetan area: the state of the art: papers presented to Paul K. Benedict for his 71st birthday. Canberra: Pacific Linguistics.
- Benedict, Paul K. 1997. Special volume dedicated to Dr. Paul K. Benedict on the occasion of his eighty-fifth birthday (Mon-Khmer Studies, vol. 27). Salaya, Thailand: Mahidol University; Dallas, TX: Summer Institute of Linguistics.